# Gulbukig eremomela
Gulbukig eremomela (Eremomela icteropygialis) är en fågel i familjen cistikolor inom ordningen tättingar. Den förekommer i savann- och skogsmiljöer i stora delar av Afrika söder om Sahara. Beståndet anses vara livskraftigt.

## Utseende och läte
Gulbukig eremomela är en liten och rätt oansenligt tecknad sångare. Ovansidan är grå, bröstet ljusgrått och buken i varierande mängd gul. Noterbart är det mörkbruna ögat. Den är mycket lik somaliaeremomela, men har alltid mer gult på buken. Sången består av en kort stigande och fallande serie med tjirpande toner.

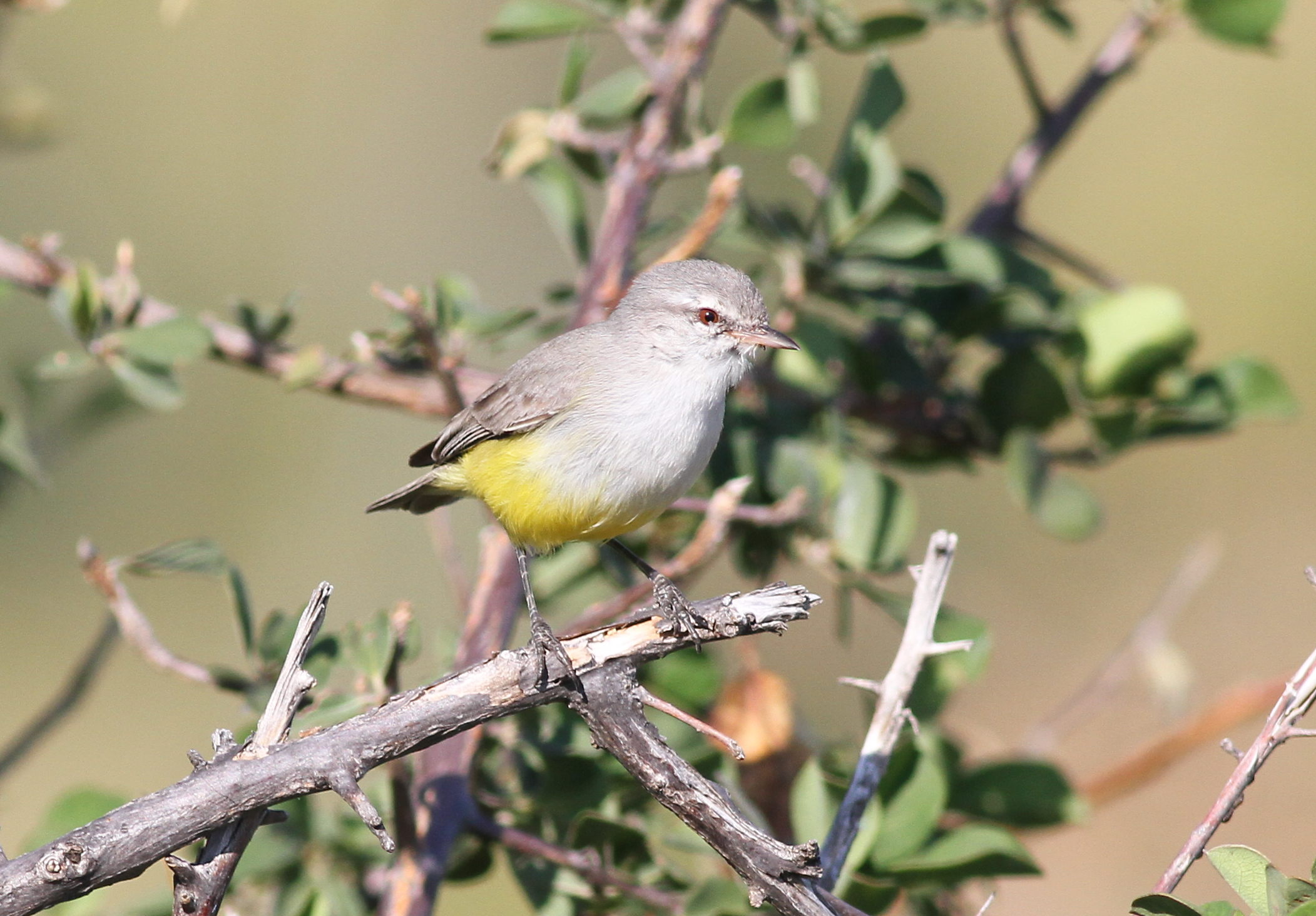

## Utbredning och systematik
Gulbukig eremomela placeras i släktet Eremomela. Den delas här in i nio underarter efter eBird/Clements, med följande utbredning:
- Eremomela icteropygialis alexanderi – Senegal och Gambia till västra Sudan
- Eremomela icteropygialis griseoflava – centrala Sudan till nordvästra Somalia och västra Kenya
- Eremomela icteropygialis abdominalis – centrala Kenya och norra Tanzania
- Eremomela icteropygialis salvadorii– sydöstra Gabon österut till södra Demokratiska republiken Kongo, Angola och västra Zambia
- Eremomela icteropygialis polioxantha – östra Botswana, sydöstra Zimbabwe, södra Moçambique och nordöstra Sydafrika
- Eremomela icteropygialis helenorae – södra Zambia, södra Malawi, västra Zimbabwe och västra Moçambique
- Eremomela icteropygialis puellula – sydvästra Angola
- Eremomela icteropygialis sharpei – södra Angola, norra Namibia samt västra och centrala Botswana
- Eremomela icteropygialis viriditincta – nordöstra Namibia, nordöstra Botswana, sydvästra Zambia och nordvästra Zimbabwe
- Eremomela icteropygialis icteropygialis – centrala och södra Namibia, sydvästra Botswana och nordvästra Sydafrika
- Eremomela icteropygialis saturatior – centrala och södra Sydafrika

### Familjetillhörighet
Cistikolorna behandlades tidigare som en del av den stora familjen sångare (Sylviidae). Genetiska studier har dock visat att sångarna inte är varandras närmaste släktingar. Istället är de en del av en klad som även omfattar timalior, lärkor, bulbyler, stjärtmesar och svalor. Idag delas därför Sylviidae upp i ett antal familjer, däribland Cisticolidae.

## Levnadssätt
Gulbukig eremomela hittas i olika typer av savann- och skogsmiljöer. Den är en aktiv och rastlös fågel som ofta slår följe med kringvandrande artblandade flockar.

## Status
IUCN kategoriserar arten som livskraftig.

## Namn
Släktesnamnet Eremomela som också återspeglas i fåglarnas trivialnamn betyder "ökensång", efter grekiska eremos för "öken" och melos, "sång" eller "melodi".